# Пшада
Пшада (рус. Пшада, адиг. Пшъэдэ) малена је река на југу европског дела Руске Федерације. Протиче преко територија Геленџичког округа на југозападу Краснодарске покрајине. Део је басена Црног мора.
Свој ток започиње на превоју између брда Пшада (741 м) и Папај (819 м) на подручју Великог Кавказа. Дужина водотока је 34 km, а површина њеног басена око 358 km². Просечан проток је око 0,65 m³/s. 
У горњем делу тока је типична планинска река која протиче кроз уску и стрму клисуру, а њене обале су покривене густим шумама. У том делу тока у кориту се налазе бројне стене и бројни водопади − Пшадски водопади. У доњем делу тока поприма равничарски карактер, ток је спор, а обале ниске и доста замочварене. Карактеристична је и по изузетно високом водостају у пролеће у време топљења снега, а неретко поприма и бујични карактер након обилних киша у планинама. 